# Zentrale Disziplinarkommission der Kommunistischen Partei Chinas
Die Zentrale Disziplinarkommission der Kommunistischen Partei Chinas (engl. Central Commission for Discipline Inspection, kurz CCDI) ist die oberste parteiinterne Kontrollinstitution. Sie hat die Aufgabe, die Einhaltung von parteiinternen Normen und Regeln zu überwachen und die Korruption oder das Fehlverhalten von höheren Parteimitgliedern zu sanktionieren. Sie steht außerhalb des chinesischen Justizsystems. Erst nach Abschluss ihrer Ermittlungen und der Verhängung von Sanktionen übergibt sie den Fall an staatliche Strafbehörden. Faktisch ist sie die oberste Anti-Korruptionsbehörde in China, da die meisten Kaderangehörigen der chinesischen Verwaltungs- und Justizbehörden gleichzeitig Mitglieder der KPCh sind. 
Die interne Kontrolle über die Parteidisziplin war seit Beginn der KPCh ein Instrument der Parteiführung. Die Disziplinarkommission in der geltenden Struktur wurde nach dem Tod von Mao Zedong und der Verurteilung der Viererbande 1978 vom 11. Zentralkomitee der KPCh geschaffen. Seit der Amtszeit des Generalsekretärs Hu Jintao wurden die Kompetenzen der Disziplinarkommission laufend ausgebaut und ihre parteiinterne Unabhängigkeit gestärkt. Sie muss einzig gegenüber dem Zentralkomitee der KPCh Rechenschaft ablegen.
Die über 100 Mitglieder der Zentralen Disziplinarkommission werden vom Parteitag der KPCh alle fünf Jahre gewählt. Seit 1997 steht die Disziplinarkommission jeweils unter der Leitung eines Mitgliedes des Ständigen Ausschuss des Politbüros der KPCh. Wang Qishan leitete das Sekretariat und führte die von Xi Jinping lancierte Anti-Korruptionskampagne von 2012 bis zum Oktober 2017 an. Sein Nachfolger als Leiter der Zentralen Disziplinarkommission war Zhao Leji (2017 bis 2022), gefolgt von Li Xi (seit 2022).  
Die Zentrale Disziplinarkommission hat ihren Sitz in Peking. Auf regionaler und städtischer Ebene gibt es weitere Disziplinarkommissionen der KPCh.
Am 20. Januar 2017 wurde eine vorläufige Verordnung veröffentlicht, laut der die Verfahren durch die Zentrale Disziplinarkommission in höchstens 90 Tagen abgeschlossen werden sollen. Nur in Ausnahmefällen ist eine Verlängerung um weitere 90 Tage möglich. Die von der Untersuchung betroffenen Personen seien weiterhin als „Genosse“ anzusprechen, um ihre Rechte als Parteimitglieder zu wahren. Die betroffene Person hat Anrecht auf Anhörung vor der Untersuchungskommission, sowie auf Erholungspausen, Ernährung und medizinische Versorgung während der Untersuchung. Beleidigungen, Erniedrigung oder körperliche Strafen sind während der Befragungen verboten. Alle Befragungen müssen auf Video aufgezeichnet werden, um Folter zur Erpressung von Geständnissen auszuschließen. Die Verordnung wurde kritisiert, weil die Praxis der „Shuanggui“ darin nicht erwähnt wird. Die Shuanggui erlaubt als nicht gesetzlich geregeltes Verfahren einen langfristigen nicht zeitlich begrenzten Arrest der betroffenen Person und wird als Verletzung der persönlichen Freiheit angesehen.